# Billy DeAngelis
William R. DeAngelis, detto Billy (5 ottobre 1946), è un ex cestista statunitense, professionista nella ABA.

## Carriera
Disputò 8 partite con i New York Nets nella stagione ABA 1970-71.